# Pismo sundajskie

Niezależne samogłoski

Spółgłoski

Cyfry

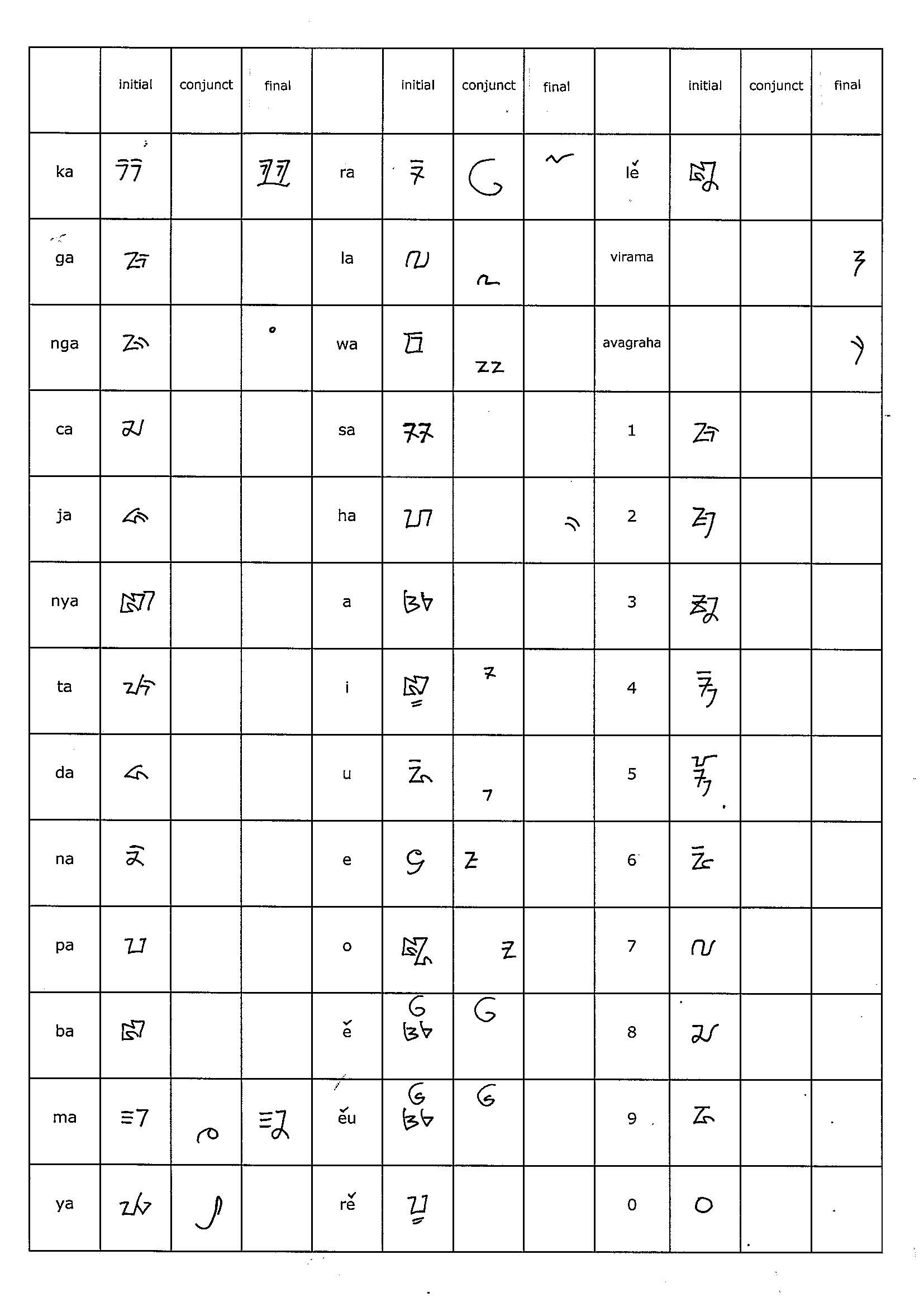
Aksara Sunda kuna – dawna wersja pisma sundajskiego

Pismo sundajskie (sundajski aksara Sunda) – alfabet sylabiczny stosowany w pewnym zakresie również obecnie do zapisu języka sundajskiego, oparty na dawnym sundajskim systemie pisma zwanym Aksara Sunda Kuna (stare pismo sundajskie) używanym od XIV do XVIII w.
Współczesne pismo sundajskie zawiera 32 podstawowe znaki – 7 samogłosek (aksara swara): a, é, i, o, u, e, i eu, oraz 23 znaki spółgłoskowe (aksara ngalagena) z inherentną samogłoską „a” (ka-ga-nga, ca-ja-nya, ta-da-na, pa-ba-ma, ya-ra-la, wa-sa-ha, fa-va-qa-xa-za).
Pismo sundajskie jest wykorzystywane do zapisu nazw ulic i instytucji w prowincji Jawa Zachodnia.